# Alex Joffé
Alexandre Joffé (* 18. November 1918 in Alexandria, Ägypten oder Paris; † 18. August 1995 in Paris) war ein französischer Filmregisseur, Drehbuchautor und Schauspieler. Er schrieb über 30 Drehbücher für den französischen Film und führte bei zwölf Kinofilmen die Regie, allein die Hälfte dieser Filme besetzte er in der Hauptrolle mit dem Schauspieler und Freund Bourvil.

## Leben und Werk
Alex Joffé, nach eigenen Angaben geboren 1918 in Paris, sammelte als Sohn russischer Eltern zuerst in der bekannten École nationale supérieure Louis-Lumière, einer renommierten französischen Berufsschule für Kino, Photographie und Ton in der 85 rue de Vaugirard in Paris, als Kamera-Assistent Erfahrung, betätigte sich aber bereits im Jahre 1943 bei dem Film von Jacques Daniel-Norman Ne le criez pas sur les toits als eigenständiger Drehbuchautor. Später 1946 bei der Produktion Six heures à perdre arbeitete er dann auch als Regieassistent neben dem Filmchef Jean Lévitte, bevor er 1952 mit der Komödie Der geheimnisvolle Brief seinen ersten eigenen Film inszenierte.
Mit dem Drama Schrei des Gewissens, in den Hauptrollen spielten Michel André, Solange Certain und Susanne Cramer, inszenierte Joffé ab 1955 auch ernstere Stoffe. Weitere Dramen drehte er 1957 mit „Die Erbarmungslosen“ in der Besetzung Pierre Fresnay und Michel Auclair sowie 1959 den Kriminalfilm Rififi bei den Frauen mit Nadja Tiller und Robert Hossein.
In der prominent besetzten Komödie Les hussards im Jahr 1955 besetzte er neben Bernard Blier zum ersten Mal eine wichtige Rolle mit dem französischen Komiker und Charakterschauspieler Bourvil – als Flicot. Die Zusammenarbeit führte zu einer echten Freundschaft und Joffé und André Bourvil arbeiteten gemeinsam an fünf weiteren Film-Projekten – fünf weiteren erfolgreichen Komödien: 1960 bei Fortunat, 1961 bei Freuden der Großstadt, 1962 bei Les culottes rouges, 1965 bei Die große Kiste und 1968 bei Schußfahrt nach San Remo, ihrem letzten gemeinsamen Film.
Drei Mal arbeitete er mit dem französischen Komponisten Denis Kieffer zusammen. Jean Marion steuerte zwei Filmmusiken bei. Andere namhafte Komponisten, die die Musik zu seinen Filmen schrieben, waren Georges Auric, Paul Misraki, Georges van Parys und Georges Delerue.
Für die 1966 entstandene französisch-italienische Co-Produktion Samstags nie mit dem Schauspieler Robert Hirsch, der gleich in 12 verschiedenen Rollen im Film auftrat, erhielt er 1967 eine Golden-Globe-Award-Nominierung in der Kategorie Bester fremdsprachiger Film.
Nach dem Tod seines Freundes Bourvil im Jahr 1970 drehte er keinen einzigen Film mehr.
Bis auf eine winzige Gastrolle in Jana Bokovas Drama Hôtel du Paradis im Jahre 1986 war das Kapitel Film für ihn auch abgeschlossen. Joffé war selbst in der Vergangenheit praktisch nur dreimal in kleinen Statistenrollen aufgetreten – unter anderem 1960 als Passant in François Truffauts Genre-Klassiker Schießen Sie auf den Pianisten.
Am 18. August 1995 starb Alex Joffé im Alter von 76 Jahren in Paris.

## Rezeption
„Deutsche Übersetzung des Interviews mit Alex Joffé: "Ich wurde 1918 in Paris geboren. Erstes Drehbuch: Ne le criez pas sur les toits!" ... "Alex Joffé, unter welchen Gesichtspunkten kamen Sie zum Kino?, Mit welchen Mitteln sind Sie ins Kino gekommen?" - "Ich fing an, ein Techniker zu sein. Aus der Schule in der Rue de Vaugirard, ich war Zulieferer, Assistent. Sekretär von Jean Aurenche, mit dem ich befreundet war, ich arbeitete an seinen Drehbüchern, dann schrieb ich an meinen eigenen".
Französisches Original-Zitat: "Né a Paris á 1918. Premier scénario :Ne le criez pas sur les toits!" ... "Alex Joffé, par quelles voies êtes-vous venu au cinéma?, par quelles voies êtes-vous venu au cinéma ?" — "J'ai commencé par être technicien. Sorti de l'école de la rue de Vaugirard, j'ai été opérateur, assistant. Secrétaire de Jean Aurenche, dont je suis devenu l'ami, j'ai collaboré à ses scénarios, puis j'ai écrit moi-même, travaillant à mon propre compte".“

## Auszeichnungen
- 1967: Golden-Globe-Award-Nominierung als Bester fremdsprachiger Film für Samstags nie

## Filmografie
- 1946: Six heures à perdre
- 1953: Der geheimnisvolle Brief (Lettre ouverte)
- 1955: Schrei des Gewissens (Les assassins du dimanche)
- 1955: Les hussards
- 1957: Die Erbarmungslosen (Les fanatiques)
- 1959: Rififi bei den Frauen (Du rififi chez les femmes)
- 1960: Fortunat
- 1961: Freuden der Großstadt (Le tracassin ou Les plaisirs de la ville)
- 1962: Les culottes rouges
- 1965: Die große Kiste (La grosse caisse)
- 1966: Samstags nie (Pas question le samedi)
- 1968: Schußfahrt nach San Remo (Les cracks)